# Anolis latifrons
Anolis latifrons är en ödleart som beskrevs av  Berthold 1846. Anolis latifrons ingår i släktet anolisar, och familjen Polychrotidae. Inga underarter finns listade i Catalogue of Life.